# Kanton Luz-Saint-Sauveur
Luz-Saint-Sauveur is een voormalig kanton van het Franse departement Hautes-Pyrénées. Het kanton maakte deel uit van het arrondissement Argelès-Gazost. Het werd opgeheven bij decreet van 25 februari 2014, met uitwerking op 22 maart 2015 en samengevoegd met de kantons Argelès-Gazost en Aucun tot het kanton La Vallée des Gaves.

## Gemeenten
Het kanton Luz-Saint-Sauveur omvatte de volgende gemeenten:
- Barèges
- Betpouey
- Chèze
- Esquièze-Sère
- Esterre
- Gavarnie
- Gèdre
- Grust
- Luz-Saint-Sauveur (hoofdplaats)
- Saligos
- Sassis
- Sazos
- Sers
- Viella
- Viey
- Viscos
- Vizos